# 帕尔杜比采
帕尔杜比采（捷克語發音：[ˈpardubɪtsɛ] ⓘ）是捷克共和国中部的一个城市，帕尔杜比采州首府，位于布拉格以东104公里的易北河畔。帕尔杜比采是一个工业城市，塑膠炸藥Semtex制造商Synthesia、台湾电子专业制造服务厂商富士康公司都有在当地设厂，有帕尔杜比采大学。

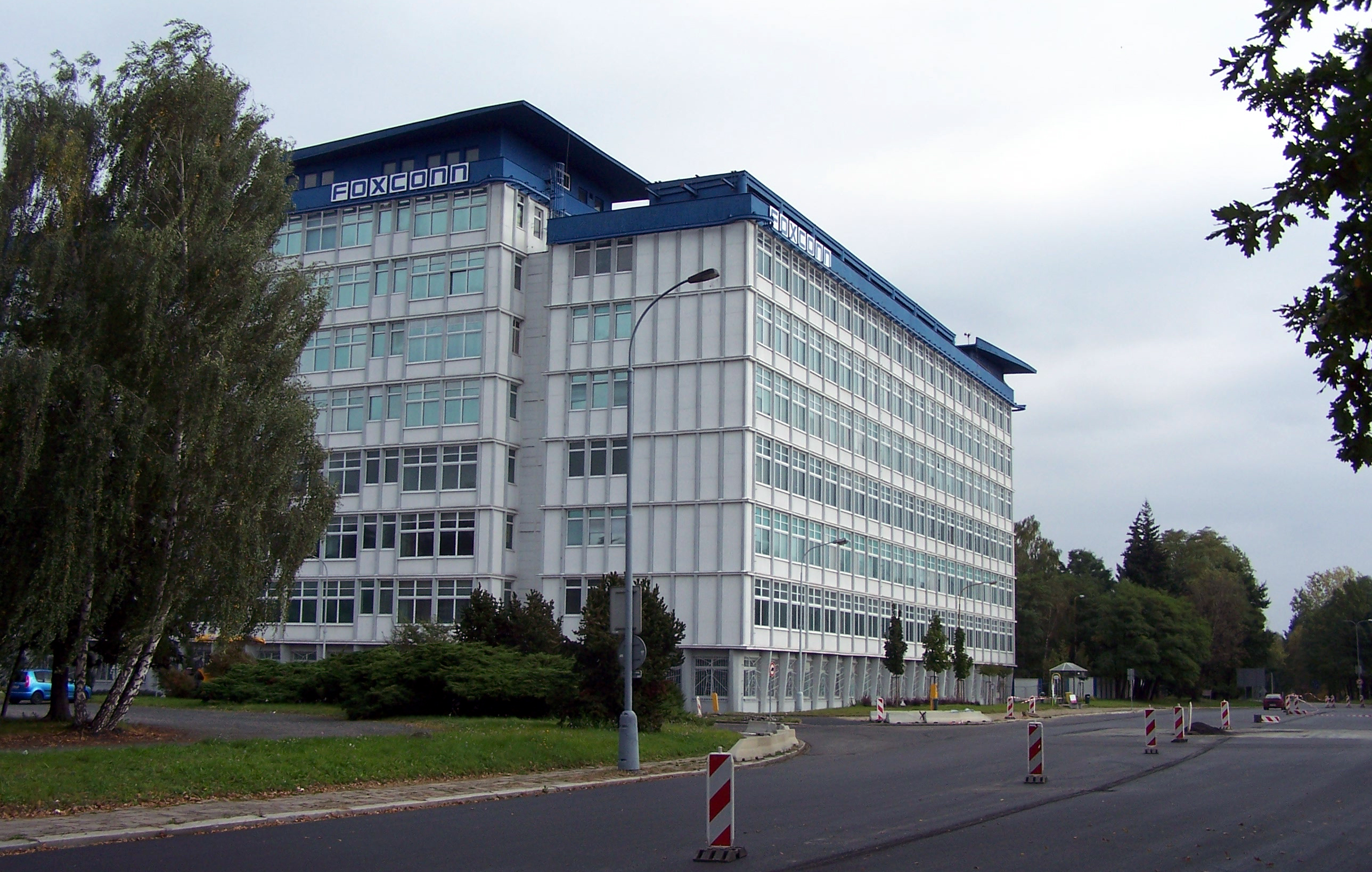
富士康在捷克的廠房

同時這座城市以其體育賽事興盛而聞名，包括大帕爾杜比採障礙賽馬、帕爾杜比採金頭盔摩托車賽以及捷克國際象棋公開賽 。

## 友好城市
- 荷蘭 杜廷赫姆
- 義大利 梅拉诺
- 保加利亚 佩尔尼克
- 義大利 滨海罗西尼亚诺
- 德国 舍讷贝克
- 德国 塞尔布
- 斯洛維尼亞塞扎纳
- 瑞典 谢莱夫特奥
- 斯洛伐克 上塔特拉山镇
- 比利时 瓦勒海姆